# 入药镜
《入药镜》是唐朝崔希范写的一部讲内丹修炼的书，成于唐僖宗广明元年（880年）。全书以三字为一句，共264字。
书中认为人只有通过“静定为药镜”，修炼精气神，才能长生久视。该书对后世内丹术学说影响很大，被夏宗禹称为“金丹之枢辖”。崔希范提出“吾心为镜，身为之台”；认为精、气、神为炼丹大药，心火内照，能见五脏六腑，故称为镜。(《天元入药镜·序》)